# Герасимово (Смоленская область)
Герасимово — деревня в Холм-Жирковском районе Смоленской области России. Входит в состав Нахимовского сельского поселения. Население — 21 житель (2007 год). 
Расположена в северной части области в 16 км к северо-востоку от Холм-Жирковского, в 39 км севернее автодороги М1 «Беларусь», на берегу реки Днепр. В 31 км западнее деревни расположена железнодорожная станция Канютино на линии Дурово — Владимирский Тупик. 

## История
В годы Великой Отечественной войны деревня была оккупирована гитлеровскими войсками в октябре 1941 года, освобождена в марте 1943 года.